# La caja Kovak
La caja Kovak (original en inglés: The Kovak Box) es una película hispanobritánica de suspenso y ciencia ficción de 2006 dirigida por Daniel Monzón y protagonizada por Timothy Hutton, Lucía Jiménez y David Kelly. Fue escrita por Monzón y Jorge Guerricaechevarría.

## Argumento
David Norton (Timothy Hutton) es un escritor estadounidense de novelas de ciencia ficción al que invitan a la isla de Mallorca para dar una conferencia. Al poco de llegar, se suceden una serie de misteriosos suicidios, entre ellos el de su novia, Jane (Georgia Mackenzie). Silvia (Lucía Jiménez) es una joven turista que ha sobrevivido a su propio intento de suicidio, provocado por una fuerza oculta proveniente de una canción que estaba oyendo. Silvia comparte la habitación de hospital con la prometida de Norton, que luego fallece. Más tarde, en la habitación de su hotel, Silvia comienza a sentir un impulso similar al que la llevó a intentar suicidarse, pero la interrumpe un botones y decide salir cuanto antes de la isla. En el aeropuerto, a Norton le roban su pasaporte y se lo cambian por un papel en el que aparece escrito "suicidio". Silvia ve allí a Norton y al reconocerlo le pide ayuda, tras presenciar otro suicidio en el aeropuerto.
Norton lleva a Silvia al hotel y le pide que recuerde qué le pasó. Silvia recuerda que antes de tirarse por la ventana recibió una llamada al móvil y oyó una música. Tras investigar otro de los misteriosos suicidios sucedidos ese día, descubren que otra de las víctimas recibió una llamada que quedó guardada como Gloomy Sunday, una famosa canción a la que se le atribuyeron cientos de suicidios, al igual que le sucedió a Silvia. Norton le explica a Silvia que Gloomy Sunday es una canción maldita a la que se le atribuye una oleada de suicidios y que conoce la historia porque sirvió de base para su primera novela.
El dúo regresa al edificio donde el escritor había dado su conferencia y encuentran en el coche un tapete con la dirección de un bar y una nota para Norton. En el bar conocen a Frank Kovak (David Kelly) quien le entrega unos documentos sobre su vida que relatan cómo había realizado experimentos de control mental en seres humanos, algunos de ellos basados en el argumento de la novela de Norton. Silvia intenta ir a la policía para contarles lo sucedido, pero en el taxi se empieza a escuchar la canción maldita y Norton logra salvarla por poco. 
Regresan al hospital y Norton encuentra una marca en el cuello de su mujer que también lleva Silvia, por lo que deduce que allí llevan algún microchip oculto que activa los impulsos suicidas. Además, Silvia encuentra al hombre que la atacó en el hotel, por lo que deciden secuestrarlo para pedir explicaciones. El atacante es un cirujano al que está chantajeando Kovak, ya que le han implantado un chip a él y a su hijo, y les da una lista con las personas que tienen también un chip. Además, les confiesa que la entrega de la lista forma parte de los planes de Kovak, lo que hace que este active el microchip para causar su "suicidio", ya que Norton tiene un micrófono oculto.
Norton se da cuenta de que Kovak está haciendo todo esto porque quiere que él escriba su historia. Norton dice que está dispuesto a colaborar y Kovak se los lleva a su mansión. Kovak tiene cáncer y desea que alguien escriba su historia para hacerse famoso. Además, Norton averigua que la lista corresponde a los pasajeros del avión en el que Norton había volado a Mallorca y que todos ellos, incluida Silvia, a la que han secuestrado, van a morir en la visita guiada a "Las Cuevas del Infierno". Norton no consigue impedir la masacre pero Silvia logra sobrevivir hundiendo la cabeza en el agua para no escuchar la canción.
Finalmente, Norton se enfrenta a Kovak y este explica que su intención es que le mate para no sufrir los dolores del cáncer y que escriba la historia de lo ocurrido para pasar a la posteridad. Norton en principio se niega, pero acaba disparando y asesinando a Kovak al darse cuenta de que es la única forma de que este deje vivir a Silvia y prevenir que los servicios de inteligencia estadounidenses busquen captar a Kovak y usarlo para sus propios fines. Norton se despide de Silvia y se va de Mallorca en avión. Durante el viaje, decide comenzar a escribir la historia de todo lo acontecido, tal como deseaba Kovak.

## Producción
El rodaje tuvo lugar en diferentes lugares de la isla de Mallorca durante 8 semanas y otras 3 en la ciudad de Madrid, bajo la dirección de Daniel Monzón (El robo más grande jamás contado, El corazón del guerrero y Celda 211). En el reparto se encuentran Timothy Hutton,  ganador del Óscar al Mejor Actor de Reparto por la película Gente corriente en la década de los 80, y Lucía Jiménez, que también canta el tema principal de la Banda sonora original de la película, el clásico Gloomy Sunday. También destacan la actriz británica Annette Badland y el actor irlandés David Kelly, en el papel central del antagonista Kovak.
En esta película se utilizaron unos 2.000 figurantes, mayoritariamente de la isla de Mallorca. Algunos de los lugares donde se rodó la película fueron el Aeropuerto de Palma de Mallorca (ya se utilizó para la grabación de El robo más grande jamás contado), la discoteca Tito's, situada en el paseo marítimo de Palma de Mallorca, el barrio de La Calatrava, el colegio Sagrado Corazón y algunas de las carreteras de la isla, como la de Formentor o la de Sóller a la altura del Polígono de Son Rossinyol, la finca S'Estaca (la residencia de Michael Douglas) y el Centro Cultural Costa Nord en Deyá (Mallorca). Las imaginarias "Cuevas del Infierno" las sitúan en Formentor, si bien las escenas interiores están rodadas en las cuevas del Drach y las exteriores en las cuevas de Artá.

## Reparto
| Intérprete              | Personaje                   |
| ----------------------- | --------------------------- |
| Timothy Hutton          | David Norton                |
| David Kelly             | Frank Kovak                 |
| Lucía Jiménez           | Silvia Méndez               |
| Georgia Mackenzie       | Jane                        |
| Gary Piquer             | Jaume                       |
| Annette Badland         | Kathy                       |
| Ana Asensio             | Locutora CNW                |
| Nicholas Boulton        | Empleado del consulado      |
| Jeff Harding            | Presidente del sanatorio    |
| Colin Stinton           | Encargado del consulado     |
| Iván Morales            | Charlie                     |
| Helena Carrión          | Encargada Ventanilla        |
| Jorge Bosch             | Forense                     |
| Luis Callejo            | Cuidador de cuevas          |
| Cristóbal Anaga         | Policía de la puerta        |
| Keith Bartlett          | Admirador                   |
| Ben Temple              | Roy                         |
| Lorena García           | Primera azafata             |
| Tilly Vosburgh          | Amy                         |
| Montse Pla              | Última azafata              |
| Pepe Ocio               | Botones de hotel            |
| Molly Malcolm           | Psicóloga                   |
| Artur Sala              | Hombre tatuado              |
| Tacho González          | Fred                        |
| Nina Bagusat            | Azafata                     |
| Álvaro Roig             | Gerente del hotel           |
| Félix Cubero            | Ascensorista                |
| Fiona Ormiston          | Mary                        |
| Vicente Colomar         | Recepcionista de Hotel      |
| Félix Casales           | Policía en hospital         |
| Mary Pascual            | Vecina de Charlie           |
| Ralph Angrick           | Viajero Ascensor            |
| Julieta Marocco         |                             |
| Maru Valdivielso        | Doctora                     |
| Enrique Martínez        | Michael                     |
| Lola Peno               | Rosario                     |
| Albert López-Murtra     | Operador Turístico          |
| Federico Celada         | Paramédico 3                |
| Coté Soler              | Relaciones Públicas         |
| Daniel Strauss          | Médico de Silvia            |
| Kwenya Carreira         | Thomas                      |
| Christopher de Andrés   | Paramédico 1 Hotel Silvia   |
| Leslie Charles          | Encargada Villa             |
| Andrés Isbert           | Taxista                     |
| Nina Bagusat            | Azafata Facturación         |
| Julio Bastida           | Locutor Tele 5              |
| Mary McElhinney         | Locutora BBC                |
| María Rotger            | Viajera Ascensor            |
| Isabel Abarraga         | Judy                        |
| Jorge Aguado de Gabriel | Hombre con Cordón Umbilical |
| Pere Pau Ripollés       | Curioso                     |
| Anna Pastor             | Doctora                     |
| Carolina Bassecourt     | Azafata vuelo               |
| Alexander Herrmann      | Invitado fiesta             |

## Temas
La película toma como uno de sus elementos principales la famosa canción "maldita" Gloomy Sunday, del húngaro Rezső Seress. A esta canción se le atribuyeron cientos de suicidios, y por esto ha pasado a ser una leyenda urbana.

## Recepción
Carlos Aguilar en su Guía del cine español alaba el aspecto técnico de la película pero considera que el argumento es previsible.